# هنر بدنی
هنر بدنی (انگلیسی: Body art) هنری است که روی بدن انسان ساخته شده یا از آن تشکیل شده‌است. هنر بدن طیف وسیعی از جمله خالکوبی، سوراخ کردن بدن، ایجاد زخم و نقاشی روی بدن را در بر می‌گیرد.
در این نوع از هنر، هنرمند با استفاده از بدن خود و یا دیگران مفهوم مورد نظرش را بیان می کند.